# Цзиншань
Цзинша́нь (кит. упр. 京山, пиньинь Jīngshān) — городской уезд городского округа Цзинмэнь провинции Хубэй (КНР).

## История
Во времена империи Суй в 607 году был создан уезд Цзиншань, получивший своё название от горы Цзинъюаньшань. Во времена империи Сун в 964 году в нему был присоединён уезд Фушуй (富水县).
После образования КНР эти земли в 1949 году вошли в состав Специального района Цзинчжоу (荆州专区). В 1970 году Специальный район Цзинчжоу был переименован в Округ Цзинчжоу (荆州地区).
В 1994 году округ Цзинчжоу был преобразован в городской округ Цзинша (荆沙市).
В 1996 году решением Госсовета КНР уезд Цзиншань был передан из состава Цзинша в состав Цзинмэня.
В 2018 году уезд Цзиншань был преобразован в городской уезд.

## Административное деление
Городской уезд делится на 14 посёлков.